# Грозненський округ (1923-28)
Грозненський округ — адміністративно-територіальна одиниця СРСР, що існувала в 1923 — 1928 роках.
Адміністративний центр — місто Грозний.

## Історія
Постановою Президії ВЦВК від 4 січня 1923 року у складі Гірської АРСР утворено Грозненську губернію без території. Грозний виділяється в особливу адміністративну одиницю, у підпорядкуванні якого знаходяться Старі та Нові промисли, а також Нафтопромисловий (Заводський) район. Постановою Президії ВЦВК від 19 березня 1923 року до губернії приєднується Експлуатаційний район «Грознафти». Постановою від 18 серпня 1924 року губернія перейменовується на Грозненський округ. До його території увійшли: місто Грозний, Нові та Старі нафтопромисли, Заводський район. Постановою Президії ВЦВК № 82 від 5 листопада 1928 округ скасовується, а його територія включена до складу Чеченської АО.
Вдруге Грозненський округ був утворений 7 березня 1944 року після депортації чеченців. Округ входив до складу Ставропольського краю. 22 березня 1944 року округ було скасовано, а його територія увійшла до нової Грозненської області.

## Населення
Чисельність населення — 97 087 осіб (на 1926 рік).
У національному складі переважали:
- росіяни — 68152 (70,2 %),
- українці — 7 796 (8,0 %),
- вірмени — 5843 (6,0 %),
- чеченці — 1931 (2,0 %)[3].